# Turnix à poitrine rousse
Turnix pyrrhothorax
Espèce
Statut de conservation UICN

 LC  : Préoccupation mineure
Le Turnix à poitrine rousse (Turnix pyrrhothorax) est une espèce d'oiseaux de la famille des Turnicidae.

## Description
Il mesure 14 cm et pèse 50 g. La femelle est un peu plus grosse que le mâle. Cet oiseau ressemble à la Caille des blés avec un corps trapu. Il est de coloration gris-brun avec le ventre blanc. Les côtés sont roux.

## Distribution et habitat
Il vit dans les prairies et les savanes boisées à travers le continent australien, sauf la partie sud-ouest.

## Alimentation
Il se nourrit de graines et d'insectes trouvés sur le sol.

## Mode de vie
Il vit sur le sol en solitaire, en couple ou en petit groupe. Il peut voler en cas de danger.

## Reproduction
Il niche sur le sol. La femelle pond 4 œufs qu'elle couve 18 jours.